# El Rafalí
El recinte emmurallat El Rafalí està situat al municipi valencià de La Font d'en Carròs (La Safor). Està declarat Bé d'Interés Cultural amb anotació ministerial RI-51-0012249 i data d'anotació 16 de febrer de 2009, segons consta a la Direcció General de Patrimoni cultural de la Conselleria de Turisme, Cultura i esport de la Generalitat Valenciana.

## Descripció historicoartística
En l'època àrab La Font d'en Carròs era coneguda com a Rafalí i estava sota la jurisdicció del castell del Rebollet. A més disposava d'unes muralles, d'aproximadament 800 metres de perímetre, que protegien el nucli de la població. En la seua part est i sud, queden uns 100 metres de llenç de mur, amb un traçat pertanyent al segle xiv i construïda a l'estil morisc. A més, hi ha indicis de l'existència de dues torres.
Aquest recinte emmurallat hauria discorregut pels carrers de Rebollet, sant diumenge, major, plaça de l'ajuntament i cementeri vell. Per entrar al nucli urbà es disposava, entre d'altres, d'una porta, anomenada "Portal Roig", des del qual es podia ascendir al Castell del Rebollet.
La muralla va ser construïda en la primera meitat del segle xvi sobre restes d'obra del segle xiv, probablement per mandat de Serafí de Centelles, segon comte d'Oliva, o per Francesc Gilabert de Centelles, tercer comte. El llenç de la muralla, construït amb fàbrica de tàpia, tenia com a objectiu protegir els camins, i presentava diverses portes d'accés a la localitat.
Amb el pas del temps i l'augment de la població, les muralles van constituir un problema a l'hora de construir més habitatges, per la qual cosa va passar a poc a poc al seu esfondrament, encara que algunes zones van utilitzar també la muralla com a part de les construccions d'habitacles. A més en el segle xvii es va afegir una torre i al segle xviii la zona va ser utilitzada per a la realització del via Crucis.
El recinte fortificat El Rafalí presenta unes característiques constructives típiques de la baixa edat mitjana, mentre que les tipologies arquitectòniques dels elements de fortificació s'adscriuen al segle xv. El recinte emmurallat que es manté exempt i conservat en part del seu perímetre, està situat al sud-est del nucli urbà del municipi de Font d'en Carròs. Es troba entre 50 i 60 metres sobre el nivell del mar. D'aquest recinte fortificat s'estenen les muralles que defensen la població, confoses avui amb el caseriu existent. Hi ha autors que consideren la fortificació El Rafalí com ampliació del primer assentament de Font d'en Carròs. El conjunt d'estructures de El Rafalí presenta una gran homogeneïtat quant a tècniques constructives i els materials de construcció emprats. Gran part del conjunt, tant de llenços com de les dues torres, compta amb dos murs paral·lels, construïts amb tècnica de tàpia. Entre els murs es troba un farciment interior d'argila vermella. Els materials emprats són d'origen local. A més s'empren tècniques de maçoneria amb morter de calç. La torre oriental presenta al llenç sud-est amb bandes de maó i morter entre maçoneria. Aquesta és una característica dels paraments d'algunes fortificacions de l'entorn aixecades en les primeres dècades del segle xvi. Els elements de fortificació que s'aprecien són troneres, obertures practicades en els murs per deixar passar les canyes de les peces d'artilleria. Aquestes travessen els dos murs, així com el farciment interior. La superfície originària del lloc de La Font d'en Carròs era més restringida i de planta més arrodonida, amb l'església, dedicada a Sant Antoni Màrtir al centre.
L'ajuntament de La Font d'en Carròs i la diputació de València van promoure els treballs de restauració ambiental del recinte emmurallat El Rafalí. Els treballs realitzats van consistir en l'eliminació de la mala herba i neteja del recinte, anivellament del terreny, farcit amb grava i col·locació de mobiliari urbà, convertint el recinte, que estava abandonat fins aquest moment, en una zona verda i d'oci per a veïns i visitants; queda pendent la rehabilitació i posada en valor de la muralla, datada al segle xiv, va ser construïda per protegir en nucli de població que s'havia instal·lat als voltants del castell del Rebollet.